# Sint-Machutuskerk (Wannegem)
De Sint-Machutuskerk is een kerkgebouw in de Belgische deelgemeente Wannegem-Lede van Kruisem. De kerk is toegewijd aan Machutus, een heilige afkomstig uit Wales.

## Geschiedenis
De kerk werd al vermeld in 1560 in kerkrekening, maar werd volledig gesloopt in 1783. 
Deze bakstenen neoclassicistische kerk die er nu staat, is uit 1784 en heeft drie beuken. Het hoofdaltaar is uit de 18e eeuw. In haar interieur bevinden zich schilderijen uit de 18e 
en 19e eeuw.

## Interieur
Haar liturgisch vaatwerk bevat twee zilveren kelken uit Gent uit de 18e eeuw en een zonnemonstrans uit Oudenaarde uit de 18e eeuw.
De kerk bevat een orgel uit 1787 van Lambert Benoit Van Peteghem.
Na de Eerste Wereldoorlog schonk Mgr Henry Gabriëls (bisschop van Ogdensburg, New York maar geboren in Wannegem) twee brandramen aan de tijdens de oorlog geteisterde Sint-Machutuskerk van Wannegem-Lede.

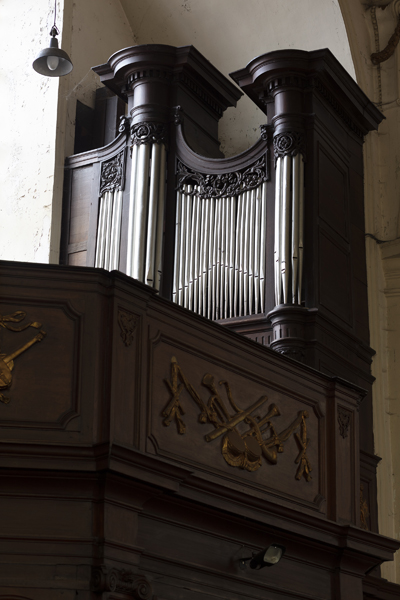
Van Peteghem-orgel
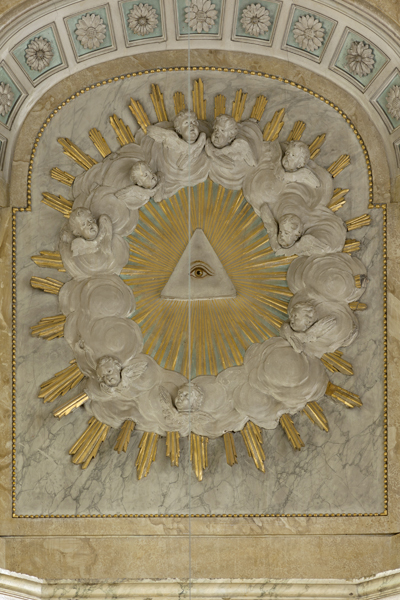
Zonnemonstrans
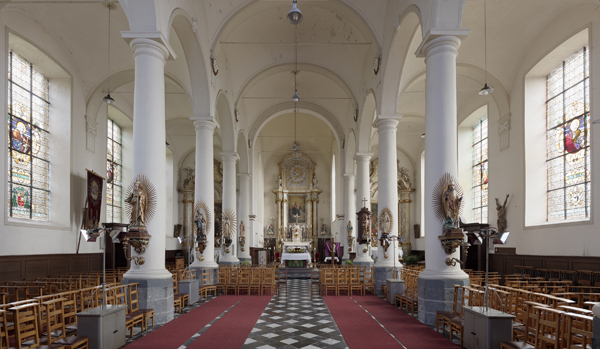
Interieur met brandramen
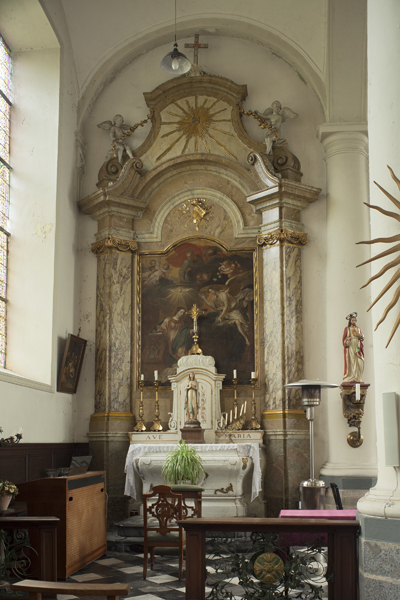
Noordbeuk (altaar)
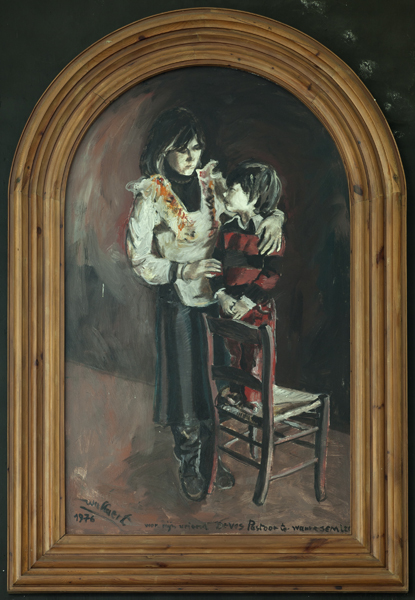
Schilderij van Martin Wallaert